# 許宣文
許宣文（朝鮮語: 허선문）は、高麗の功臣であり、朝鮮の氏族の陽川許氏の始祖である。
金官加羅国の初代王首露王とサータヴァーハナ朝の王女の許黄玉の子孫である。
高麗太祖王建が甄萱を征伐した時に物資を提供した功績から孔巖村主に封じられ、高麗建国の功臣となった。